# Thüringer HC
A Thüringer Handball Club Erfurt-Bad Langensalza (vagy csak Thüringer HC) egy német női kézilabdacsapat, amelynek székhelye Erfurtban van. Jelenleg, 2005 óta a német bajnokság élvonalában játszanak, az első bajnoki címüket 2011-ben szerezték. Ebben az évben sikerült először megnyerniük a Német Kupát is. A 2024-2025-ös szezonban Európa-ligát nyert a klub, Kuczora Csengével és Szabó Annával a soraiban.

## Eredmények
- Német bajnokság győztese: 2011, 2012, 2013, 2014, 2015, 2016, 2018
- Német kupa győztese: 2011, 2013, 2019
- Challenge kupa döntős: 2009
- EHF-Európa-liga-győztes: 2025

## A csapat
A 2024–2025-ös szezon játékoskerete:
| Kapusok - 01 Christina Lövgren Hallberg - 12 Dinah Eckerle Balszélsők - 22 Rikke Hoffbeck Petersen - 26 Szabó Anna Jobbszélsők - 06 Nathalie Hendrikse - 24 Ida Gullberg Beállók - 03 Sharon Nooitmeer - 57 Josefine Huber | Balátlövők - 14 Anika Niederwieser - 29 Johanna Reichert Jobbátlövők - 08 Julie Holm - 13 Kathrin Pichlmeier Irányítók - 23 Natsuki Aizawa - 27 Kerstin Kündig - 59 Kuczora Csenge |

### Átigazolások
A 2024-2025-ös szezont megelőzően
| Érkezők - Christina Lövgren Hallberg (az IF Hallby csapatától) - Julie Holm (a Viborg HK csapatától) - Rikke Hoffbeck Petersen (a SønderjyskE DH csapatától) - Sharon Nooitmeer (a Neckarsulmer SU csapatától) - Kuczora Csenge (a Váci NKSE csapatától) - Szabó Anna (a Moyra-Budaörs Handball csapatától) - Natsuki Aizawa (a Hokkoku Bank Handball csapatától) | Távozók - Nicole Roth (a HB Ludwigsburg csapatához) - Johanna Stockschläder - Jennifer Rode (visszavonult) - Annika Lott (a Brest Bretagne Handball csapatához) - Vilma Matthijs Holmberg (a Chambray Touraine Handball csapatához) - Sonja Frey (a Hypo Niederösterreich csapatához) - Sara Rønningen (visszavonult) - Tanabe Yuki (visszavonult) |

### Korábbi játékosok
- Alexandra Mazzucco
- Alicia Stolle
- Anja Althaus
- Ann-Cathrin Giegerich
- Anne Hubigner
- Annika Lott
- Dinah Eckerle
- Emily Bölk
- Ewgenija Minevskaja
- Franziska Mietzner
- Ina Großmann
- Isabell Roch
- Jana Krause
- Jennifer Rode
- Johanna Stockschläder
- Julia Redder
- Kerstin Wohlbold
- Kim Braun
- Laura Kuske
- Nadja Nadgornaja
- Nicole Roth
- Nina Müller
- Nina Schilk
- Nora Reiche
- Saskia Lang
- Svenja Huber
- Katrin Engel
- Petra Blazek
- Sonja Frey
- Kerstin Kündig
- Anouk van de Wiel
- Danick Snelder
- Kristy Zimmerman
- Martine Smeets
- Pearl van der Wissel
- Rinka Duijndam
- Willemijn Karsten
- Crina Pintea
- Eliza Buceschi
- Melinda Geiger
- Dominika Zachová
- Iveta Korešová
- Markéta Jeřábková
- Lýdia Jakubisová
- Alexandrina Cabral
- Almudena Rodríguez
- Macarena Aguilar
- Planéta Szimonetta
- Szekerczés Luca
- Triscsuk Krisztina
- Anika Niederwieser
- Jovana Sazdovska
- Lamprini Tsàkalou
- Gordana Mitrović
- Katarina Tomašević
- Ana Gros
- Yuliya Snopova
- Emma Ekenman-Fernis
- Irma Schjött
- Mikaela Mässing
- Vilma Matthijs Holmberg
- Madeleine Hilby
- Marie Davidsen
- Sara Rønningen
- Annika Meyer
- Mie Augustesen
- Nikoline Lundgreen
- Manon Houette
- Aslı İskit
- Ines Khouildi
- Patricia Batista da Silva
- Tanabe Yuki